# Природа (модуль орбітальної станції «Мир»)
Природа  (77КСІ №17401, ЦМ-І) - науково-дослідницький модуль дооснащення станції Мир. Запущений 23 квітня 1996 року з пускової установки 23, 81-го майданчика космодрому Байконур ракетою «Протон-К». 26 квітня модуль причалив до осьового вузлу ПХВ. 27 квітня була виконана його перестиковка на лівий бічний вузол ПХВ.
Розробником і виробником модуля був ГКНПЦ ім. М.В. Хрунічева. Система управління модулем розроблена харківським НВО «Електроприлад».

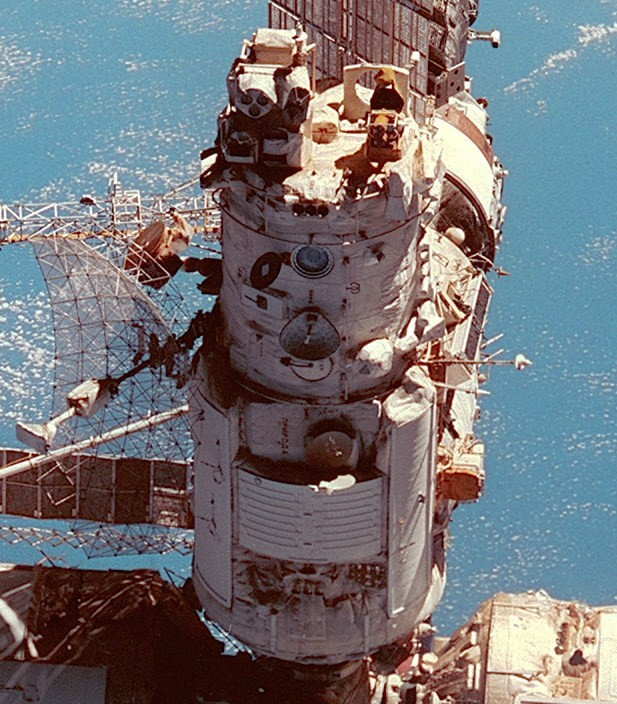
Модуль «Природа», фотографія зроблена екіпажем STS-91

## Історія створення
Після закінчення холодної війни і розпаду СРСР космічна програма Росії відчувала нестачу коштів. У січні 1992 року було прийнято рішення про скасування запуску модулів «Спектр» і «Природа». У липні 1993 року була створена спільна російсько-американська космічна програма з метою створення МКС в якості постійно жилого форпосту людства в космосі. Для накопичення досвіду спільної роботи спершу був підписаний договір про програму «Мир»-«Шаттл», в рамках якої були передбачені 10 польотів човників до станції «Мир» і довгострокового перебування астронавтів США на космічній станції. Крім коштів в розмірі 400 мільйонів доларів НАСА окремо оплатило переобладнання модулів «Спектр» і «Природа» в цивільні дослідні модулі, з установкою на модулі «Природа» американської наукової апаратури масою близько 935 кг.

## Призначення
Основне призначення «Природи» - дослідження поверхні і атмосфери Землі, атмосфери в безпосередній близькості від «Світу», впливу космічного випромінювання на організм людини та поведінки різних матеріалів в умовах космічного простору, а також отримання в умовах невагомості особливо чистих лікарських препаратів. Крім того, модуль використовувався для доставки на «Мир» вантажів, а паливо, що залишилося в баках після стикування, - для корекцій орбіти станції і зміни орієнтації.

## Конструкція
Довжина модуля по корпусу - 11.55 м, максимальний діаметр - 4.10 м, об'єм герметичного корпусу - 65 м3. Стартова маса з головним обтічником і проставкой - 23500 кг, маса модуля на орбіті після відділення від рН 19340 кг.
Герметичний приборно-вантажний відсік (ПВВ) - основа конструкції модуля «Природа» - служив для розміщення службових систем, наукової апаратури, доставити. Герметичний корпус ПГО мав максимальний діаметр - 4.10 м, мінімальний - 2.90 м, довжину - 8.86 м, об'єм - 65 м3. Всередині було встановлено каркас інтер'єру, на якому розміщувалися блоки службових систем і наукової апаратури.

### Приладо-вантажний відсік
ПВВ був умовно розділений на три секції: ПВВ-1, ПВВ-2 і ПВВ-3. Першим після стикувального вузла «Природи» йшов ПВВ-2, що складався з двох обичайок у вигляді зрізаних конусів, з'єднаних великими діаметрами. У ньому розміщувалися в основному прилади й агрегати системи станційного борту. Під панелями «підлоги» і «стін» в районі конічної обичайки розташовувалися контейнери з американською науковою апаратурою для експериментів в області мікрогравітації, фундаментальної біології, науки про космос, для вивчення серцево-судинної діяльності, для зниження ризику майбутніх космічних розробок (загальна маса - 935.5 кг). По лівому борту ПВВ-2 був пост управління французьким аерозольним лидаром «Аліса».

### ПВВ-2

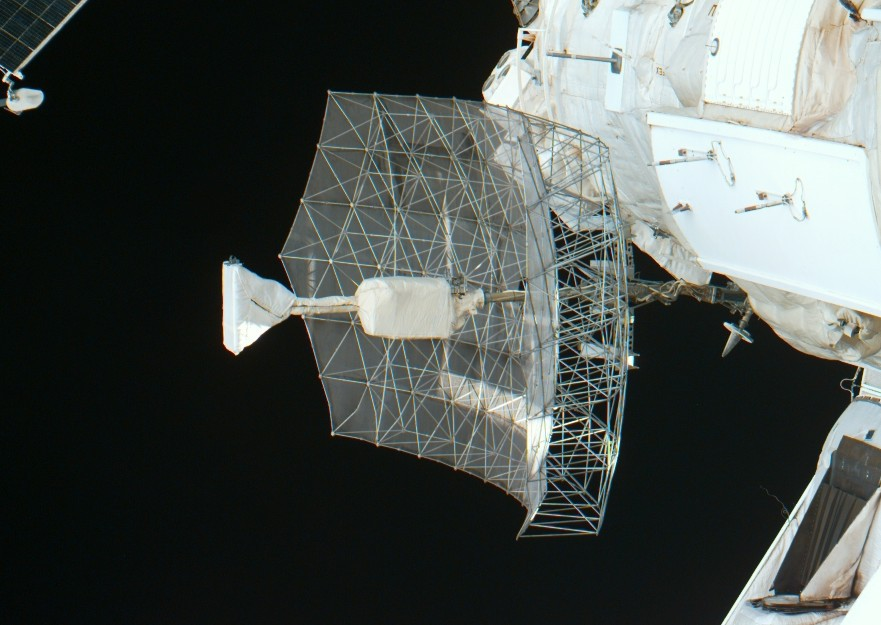
Антена зблизька, фотографія зроблена екіпажем STS-79

За ПВВ-2 йшов циліндричний ПВВ-1 з діаметром 2.90 м, де розміщувалися прилади й агрегати систем модуля. Під «підлогою» стояли буферні батареї, а над ними - рама з 160 літієвими батареями сумарною місткістю 6720 А/год, що забезпечували електроживлення модуля на етапі автономного польоту. Після стикування з «Миром» літієві батареї були демонтовані і завантажені в «Прогрес М-31» для утилізації. Далі знаходилися блоки електрофоретичної установки «Струмок-2». За бічними знімними панелями перебувала апаратура службових систем.

### ПВВ-1
У ПВВ-1 під час запуску «Природи» розміщувався оптичний блок німецького оптоелектронного стереосканера MOMS-2P. Пізніше екіпаж виніс блок у відкритий космос і встановив на штатному місці зовні ПГО-1.

### ПВВ-3
Третім йшов відсік ПВВ-3, утворений циліндричної обичайки діаметром 2.90 м і закінчувався сферичним днищем. Всередині були блоки наукової апаратури і деяких службових систем і вантажі. На лівому борту ПВВ-3 були два ілюмінатора: на ближньому до стикувального агрегату був встановлений оптичний блок системи «Аліса», а на ближньому до сферичного днища міг встановлюватися оптичний блок апаратури «Рівень» або інфрачервоний спектрометр «МОЗ-Огляд».

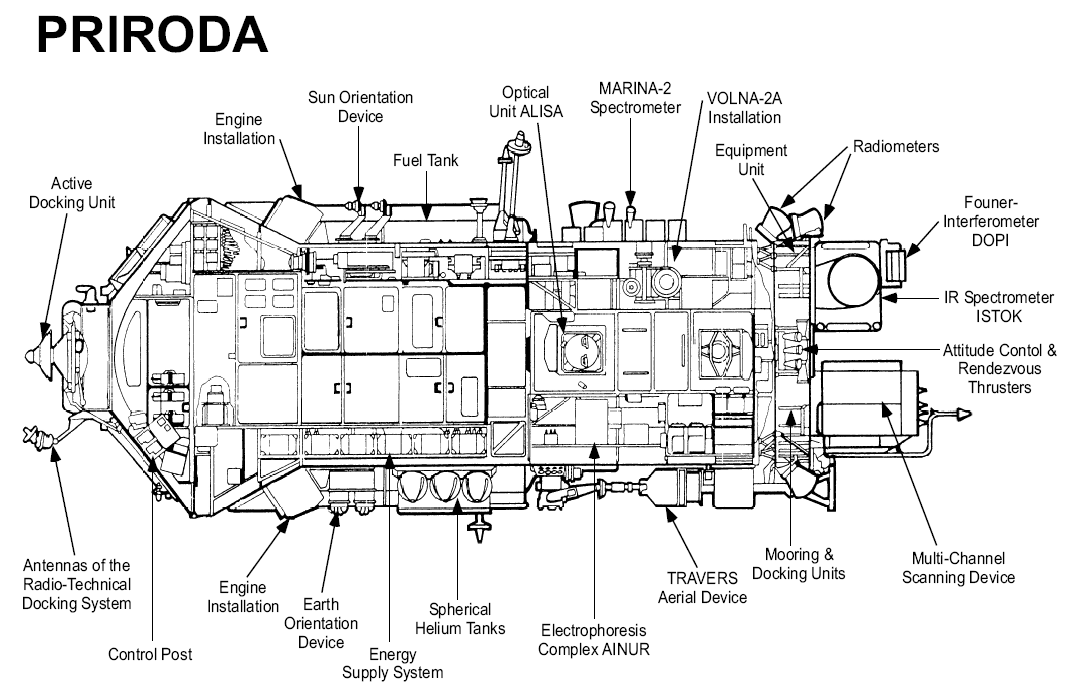
Будова модуля

На лівому борту зовні ПВВ-1 був зроблений майданчик для установки оптичного блоку стереосканера MOMS-2R. Знизу ПГО-3 була закріплена штанга з складеною антеною радіолокатора бокового огляду «Траверс- 1П». Антену розкрили після перестикування «Природи» на штатний бічний вузол ПХВ «Миру». Зовні ПВВ-3 були встановлені численні сканувальні радіометри НВЧ-комплексу «Ікар», радіометри РП-225, РП-600 і Р-400, інтерферометр «Озон-Мир», фотометр ДК-33 тощо. Було зовні і універсальне робоче місце для змінної наукової апаратури. При запуску там стояли прилади для дослідження властивостей матеріалів в умовах відкритого космосу «Теплофізика» і «Коефіцієнт», а також прилад для вимірювання температурних режимів струменів ракетних двигунів «Струмінь». Зовні ПВВ стояли також прецизійний радіовисотомір «Гребінь», апаратура для дослідження космічного випромінювання «Канопус», космічний барометр «Індикатор».
Приладова рама на сферичному днищі ПВВ-3 призначена для монтажу наукової апаратури. Тут встановлювалися два багатозональних сканувальних пристрої середньої роздільної здатності з конічною розгорткою МСУ-СК і з високою роздільною здатністю на ПЗС-структурах МСУ-Е, а також сканувальний інфрачервоний спектрометр «Істок-1», скануючий Фур'є-інтерферометр «Допі» і антена радіоаматорського зв'язку SAREX-2.